# Trelawny of the Wells
Trelawny of the Wells (o Trelawney of the Wells) è un film muto del 1916 diretto da Cecil M. Hepworth.
La sceneggiatura di Blanche McIntosh si basa sul lavoro teatrale Trelawny of the Wells di Arthur Wing Pinero che verrà poi riproposto in L'attrice, un'altra versione cinematografica del 1928 diretta da Sidney Franklin e interpretata da Norma Shearer.

## Trama
Un'attrice lascia il teatro per sposarsi con il figlio di un cancelliere ma poi ritornerà sulle scene.

## Produzione
Il film fu prodotto dalla Hepworth.

## Distribuzione
Distribuito dalla Hepworth, il film uscì nelle sale cinematografiche britanniche nel marzo 1916.
Fu distrutto nel 1924 dallo stesso produttore, Cecil M. Hepworth. Fallito, in gravissime difficoltà finanziarie, Hepworth pensò in questo modo di poter almeno recuperare il nitrato d'argento della pellicola.